# Ochlandra sivagiriana
Ochlandra sivagiriana är en gräsart som först beskrevs av James Sykes Gamble, och fick sitt nu gällande namn av E.G.Camus. Ochlandra sivagiriana ingår i släktet Ochlandra och familjen gräs. Inga underarter finns listade i Catalogue of Life.